# Chrysotus bigoti
Chrysotus bigoti är en tvåvingeart som beskrevs av Octave Parent 1932. Chrysotus bigoti ingår i släktet Chrysotus och familjen styltflugor. Inga underarter finns listade i Catalogue of Life.